# His Chance to Make Good
His Chance to Make Good est un film muet américain réalisé par Otis Thayer et sorti en 1912.

## Fiche technique
- Titre : His Chance to Make Good
- Réalisation : Otis Thayer
- Scénario : William V. Mong, d'après une histoire de J. Edward Hungerford
- Producteur :  William Selig
- Société de production : Selig Polyscope Company
- Société de distribution : General Film Company
- Pays d'origine :  États-Unis
- Langue : film muet avec les intertitres en anglais
- Format : Noir et blanc — 35 mm — 1,33:1 — Muet
- Genre : Film dramatique
- Durée : 10 minutes
- Dates de sortie : 
  -  États-Unis : 1er avril 1912

## Distribution
- William Duncan : Spike Dorgan
- Rex De Rosselli
- Mrs Paul Harlan
- Winifred Greenwood
- Myrtle Stedman
- Pearl Summers
- W.D. Emerson
- T. Jerome Lawler
- John Roberts
- Harry Lonsdale
- Frank Green
- Thomas Eagan